# Palikirus
Palikirus é um género de gastrópode  da família Charopidae.
Este género contém as seguintes espécies:
- Palikirus cosmetus
- Palikirus ponapicus